# Подостемовые
Подосте́мовые (лат. Podostemaceae) — семейство двудольных водных растений, широко распространённых прежде всего в тропических областях. Согласно Системе классификации APG III (2009) семейство входит в состав порядка Мальпигиецветные.
По состоянию на 2010 год общее число родов — около пятидесяти, общее число видов — около 270.

## Распространение
Ареал семейства охватывает все тропические области нашей планеты, при этом наибольшее видовое разнообразие наблюдается в Южной Америке. Вне тропиков растения этого семейства встречаются в Китае (юг и юго-восток страны), Японии (на острове Кюсю), в Южной Африке, на Мадагаскаре, на Сейшельских островах, а также на востоке Северной Америке (вплоть до 46 º северной широты).
Многие виды подостемовых имеют крайне ограниченный ареал: порой это может быть всего лишь единственная река или единственный водопад

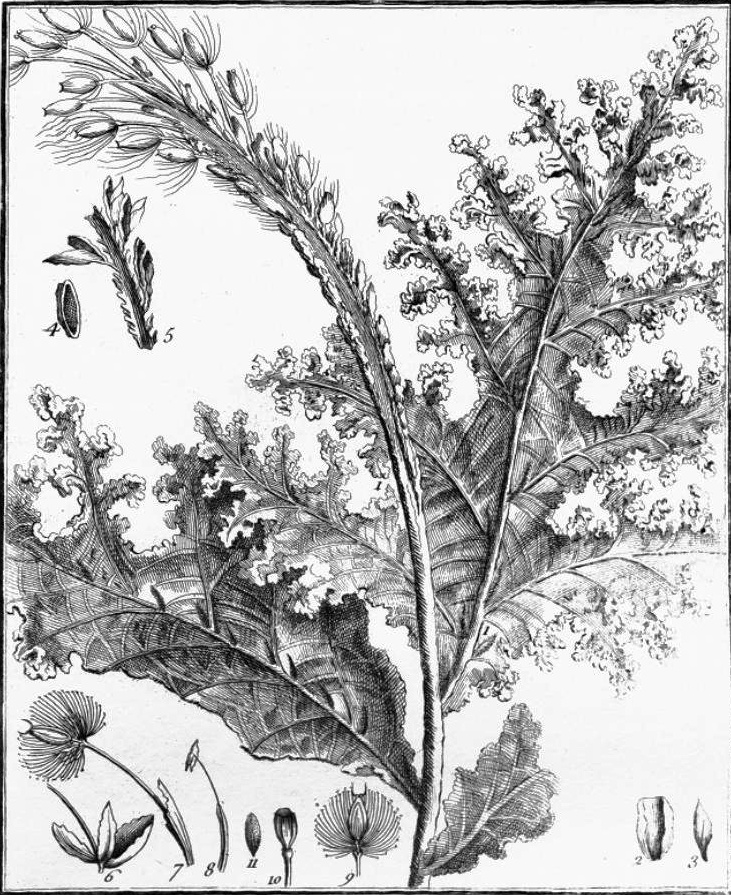
Mourera fluviatilis

## Биологические описание
Все представители семейства — травянистые водные растения, растущие большей частью полностью погружёнными в воду. Места их обитания — обычно потоки с большой скоростью течения: горные реки, водопады. Растут подостемовые на каменистых субстратах (подводных камнях, скалах), иногда на погружённых в воду стволах.
По внешнему виду представители этого семейства похожи на водоросли, лишайники или мхи, особенно на печёночные мхи, и мало похожи на другие цветковые растения. Вегетативные органы состоят из небольшой первичной оси, от которой во всех направлениях развиваются либо нитевидные, либо более-менее широкие листовидные образования, называемые талломом. Таллом прочно прикрепляется к субстрату благодаря образующимся на его нижней стороне ризоидовидным волоскам, а также с помощью специальных прикрепительных кеглеобразных органов, называемых гаптерами и прижимающихся к субстрату подобно присоскам.
На краях таллома или на его поверхности могут возникать вторичные побеги длиной от нескольких миллиметров до одного метра. Иногда эти вторичные побеги являются только репродуктивными, но чаще это вегетативные побеги, на которых, в свою очередь, возникают репродуктивные побеги.
Цветки, возникающие на репродуктивных побегах, обычно одиночные, очень мелкие, обоеполые, с простым околоцветником.
Плод — коробочка. Семена мелкие, многочисленные, без эндосперма, распространяются как с помощью птиц, так и водой.

## Классификация
Из мальпигиецветных к подостемовым наиболее близки семейства Клузиевые (Clusiaceae), Зверобойные (Hypericaceae) и Боннетиевые (Bonnetiaceae).
В синонимику семейства входят следующие названия:
- Marathraceae Dumort.
- Philocrenaceae Bong.
- Tristichaceae Willis

## Роды
Список родов семейства Подостемовые по данным Королевских ботанических садов в Кью с указанием некоторых синонимов:
- Anastrophea Wedd. = Sphaerothylax Bisch. ex Krauss
- Angolaea Wedd.
- Apinagia Tul.
- Blandowia Willd. = Apinagia Tul.
- Butumia G.Taylor
- Carajaea (Tul.) Wedd. = Castelnavia Tul. & Wedd.
- Castelnavia Tul. & Wedd.
- Ceratolacis (Tul.) Wedd.

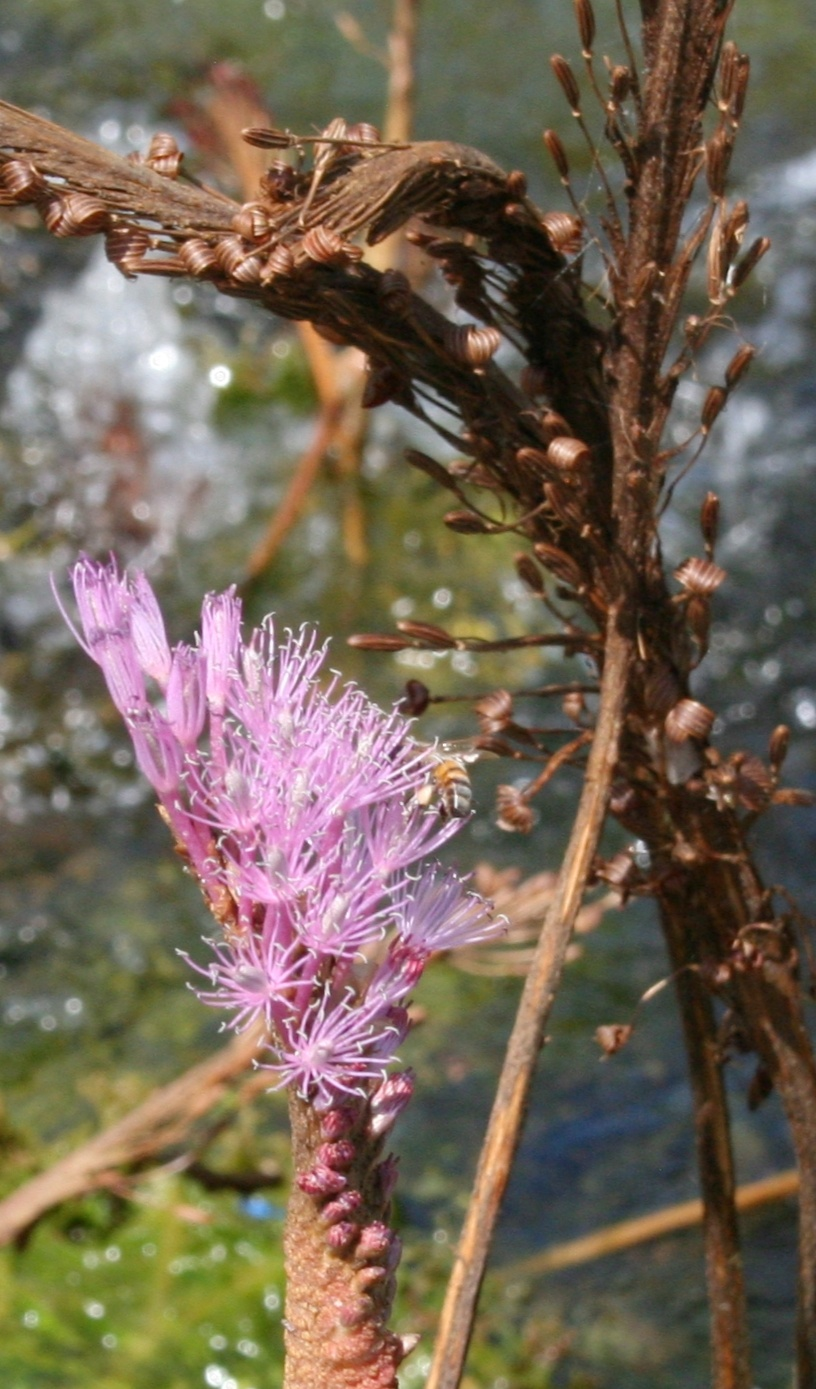
Mourera fluviatilis, соцветие и плоды. Венесуэла

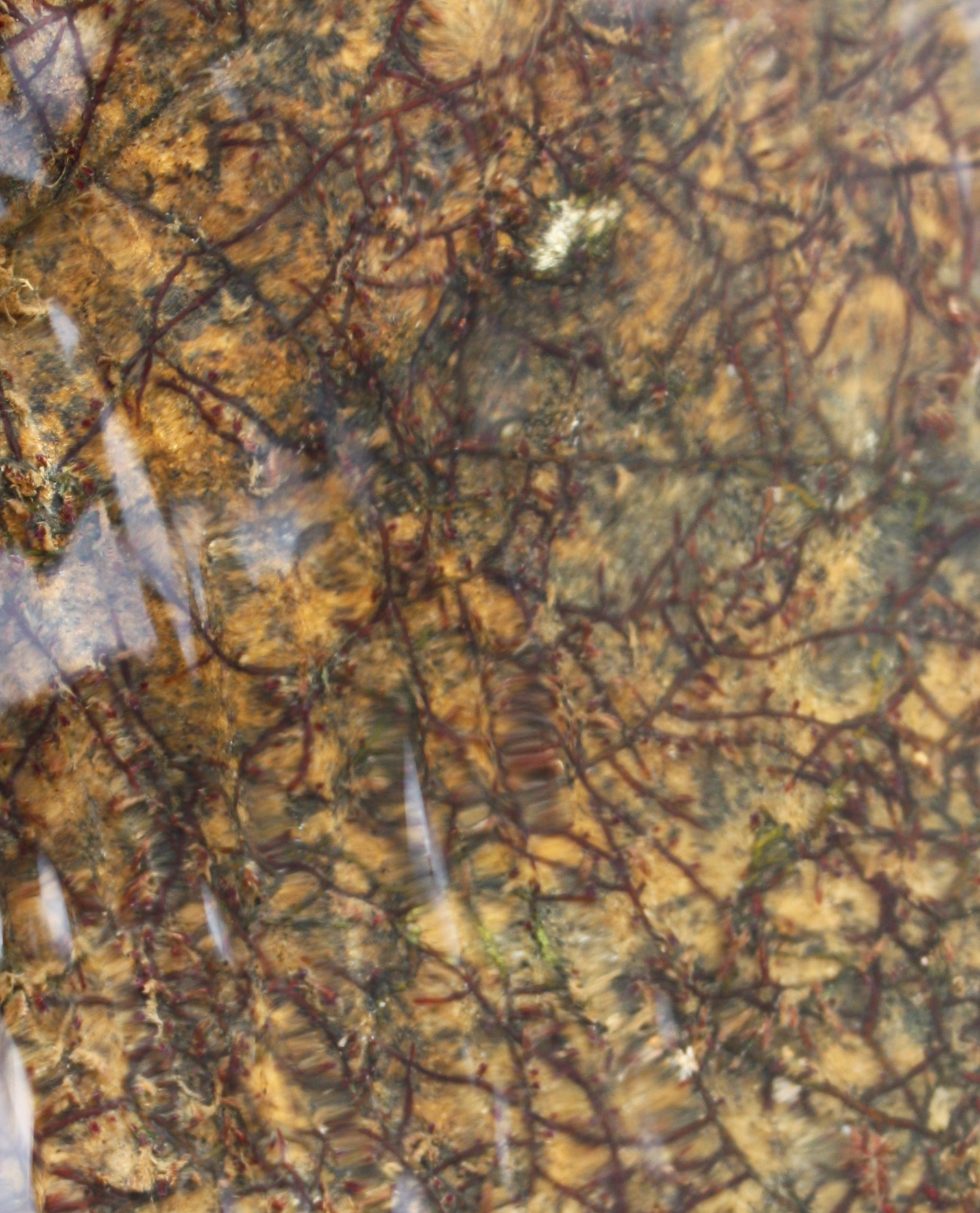
Tristicha trifaria. Буркина-Фасо

- Cladopus H.Moeller. Пять видов многолетних трав из Восточной и Юго-восточной Азии[6].
- Crenias Spreng. = Mniopsis Mart. & Zucc.
- Dalzellia Wight — Дальзелия. Четыре вида многолетних трав с маленькими эллиптическими листьями. Распространены в Китае, Лаосе, Камбодже, Таиланде, Индии, Шри-Ланке[6].
- Devillea Tul. & Wedd.
- Dicraeanthus Engl.
- Dicraeia Thouars — Дикрея
- Diplobryum C.Cusset
- Djinga C.Cusset
- Dufourea Bory ex Willd. = Tristicha Thouars
- Endocaulos C.Cusset
- Farmeria Willis ex Trimen — Фармерия
- Griffithella (Tul.) Warm.
- Heterotristicha Tobler
- Hydrobryopsis Engl. = Hydrobryum Endl.
- Hydrobryum Endl. Четыре вида многолетних трав с чешуевидными листьями. Распространены в Восточной и Южной Азии[6].
- Indotristicha P.Royen
- Jenmaniella Engl.
- Lacis Lindl. = Tulasneantha P.Royen
- Lawia Griff. ex Tul. — Лавия = Dalzellia Wight
- Lecomtea Koidz. = Cladopus H.Moeller
- Ledermanniella Engl.
- Leiothylax Warm.
- Letestuella G.Taylor
- Ligea Poit. ex Tul. = Apinagia Tul.
- Lonchostephus Tul.
- Lophogyne Tul.
- Macarenia P.Royen
- Macropodiella Engl.
- Malaccotristicha C.Cusset & G.Cusset
- Marathrum Bonpl. — Маратрум
- Mnianthus Walp. = Dalzellia Wight
- Mniopsis Mart. & Zucc.
- Monandriella Engl. = Ledermanniella Engl.
- Monostylis Tul.
- Mourera Aubl.
- Neolacis Wedd. = Apinagia Tul.
- Oenone Tul. = Apinagia Tul.
- Oserya Tul. & Wedd.
- Paleodicraeia C.Cusset
- Podostemum Michx. typus — Подостемон
- Pohliella Engl.
- Polypleurella Engl.
- Polypleurum (Tul.) Warm.
- Rhyncholacis Tul.
- Saxicolella Engl.
- Sphaerothylax Bisch. ex Krauss
- Stonesia G.Taylor
- Terniola Tul. = Dalzellia Wight
- Terniopsis H.C.Chao = Dalzellia Wight
- Thelethylax C.Cusset
- Torrenticola Domin
- Tristicha Thouars — Тристиха
- Tulasnea Wight = Dalzellia Wight
- Tulasneantha P.Royen
- Weddellina Tul.
- Wettsteiniola Suess.
- Willisia Warm.
- Winklerella Engl.
- Zehnderia C.Cusset
- Zeylanidium (Tul.) Engl. = Hydrobryum Endl.